# مالته هلویگ
مالته هلویگ (آلمانی: Malte Hellwig؛ زادهٔ ۲۳ اکتبر ۱۹۹۷) بازیکن هاکی روی چمن اهل آلمان است.